# Séisme du 18 mai 1895 à Florence
Le  séisme du  18 mai 1895 à Florence est un événement sismique qui a eu lieu le 18 mai  à 22:55:12 heures  à Florence en Toscane dans la zone du Chianti au sud de la ville.

## Description
La magnitude est estimée à 5.4 de l'échelle de Richter et l'épicentre situé dans une zone au sud de Florence, dénommée Greve in Chianti.

## Dommages
Les principaux effets du tremblement de terre se sont produits dans le sud de la ville, où le VIIIe degré de l'échelle de Mercalli a été atteint, tandis qu'à Florence, les effets étaient du VIIe degré de la même échelle.
Près de Grassina et d'Antella, il y a eu 3 morts dus à l'effondrement de fermes, tandis que la Villa Medicea di Lappeggi a subi des dommages importants ; une quatrième victime a perdu la vie dans l'effondrement d'un bâtiment à San Martino a Strada ; dans la capitale, cependant, bien qu'il n'y ait pas eu de morts, il y a eu 6 blessés et une centaine de bâtiments impropres à l'habitation.
Le tremblement de terre a été suivi d'une forte réplique le 6 juin 1895, qui n'a toutefois pas causé d'autres dommages ou pertes en vies humaines, tandis que les répliques d'intensité décroissante se sont poursuivies jusqu'en juin 1896.

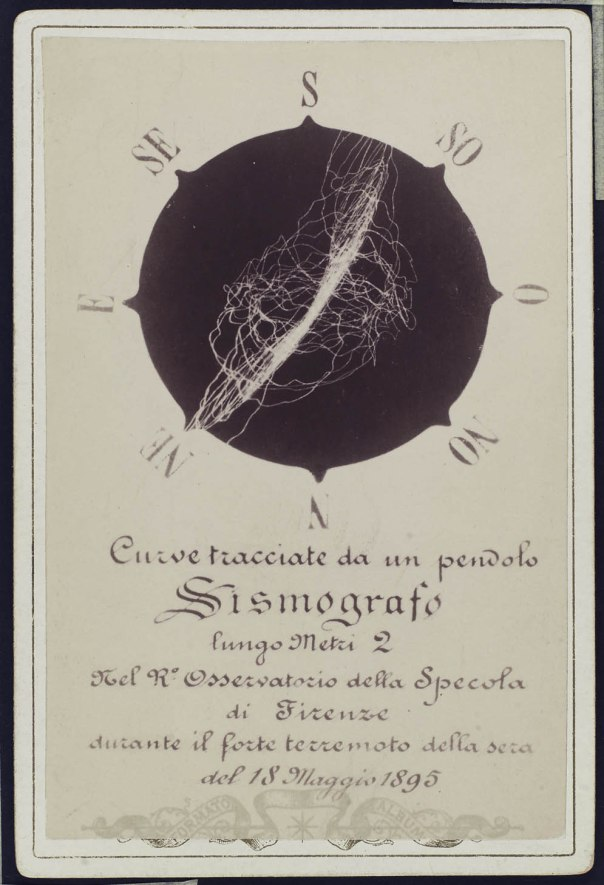
Courbes tracées par un sismographe pendulaire de 2 mètres de long à l'Observatoire Royal delle Specola de Florence lors du séisme du soir du 18 mai 1895.
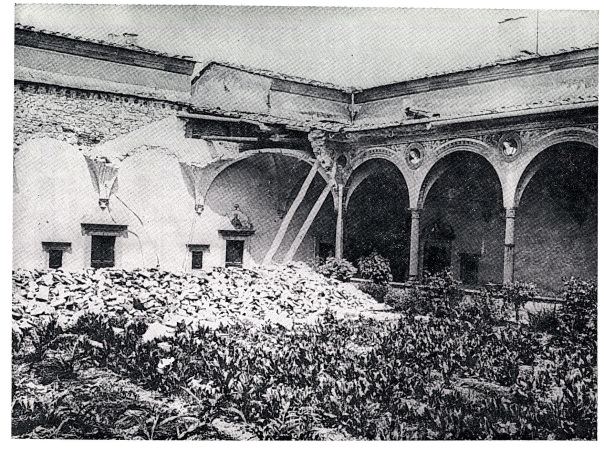
Effondrement du Grand Cloître de la Chartreuse de Galluzzo.
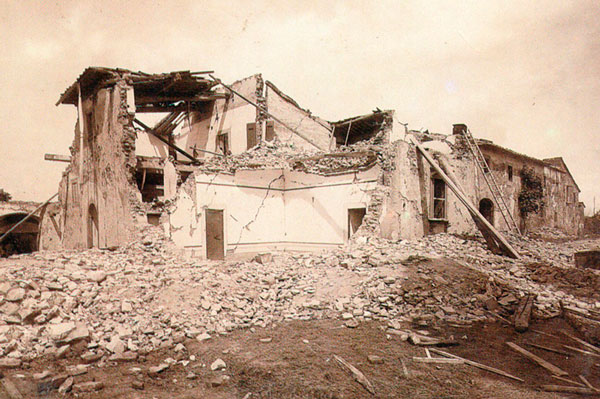
Destructions à San Martino a Strada
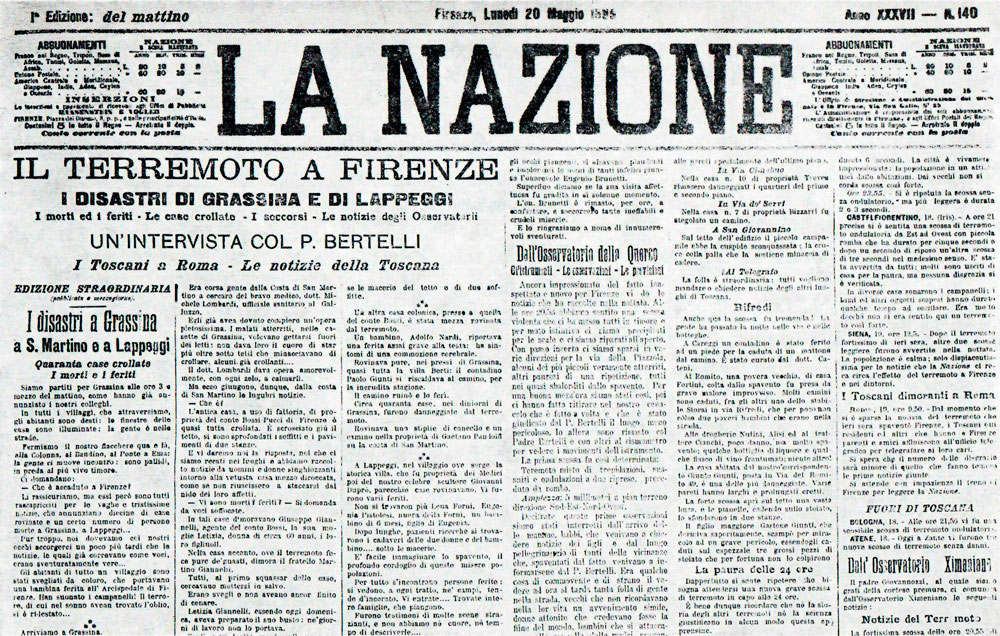
Article sur  La Nazione